# بقية إكليلية
بقية إكليلية أو زهرة البق الإكليلية (الاسم العلمي: Coreopsis coronata) هو نوع نباتي يتبع جنس البقية من فصيلة النجمية.